# Cambridge (Kentucky)
Cambridge város az USA Kentucky államában, Jefferson megyében. Lakosainak száma 162 fő (2020. április 1.).

## Népesség
A település népességének változása:
| Lakosok száma | 192  | 175  | 162  |
|               | 2000 | 2010 | 2020 |